# Ruth Cardoso
Ruth Correia Leite Cardoso GCM • GcolPC • GCNM • GCIC • GCIH (Araraquara, 19 de setembro de 1930 — São Paulo, 24 de junho de 2008) foi uma antropóloga e professora universitária brasileira, esposa de Fernando Henrique Cardoso, 34.º presidente do Brasil, e a primeira-dama do país de 1 de janeiro de 1995 à 1 de janeiro de 2003.
Foi uma bem-sucedida antropóloga, reconhecida nacional e internacionalmente no mundo acadêmico, que se notabilizou por sua intelectualidade, tendo sido a primeira esposa de um presidente a conquistar um diploma universitário.
Como primeira-dama, título em que sempre rechaçou, se engajou em políticas sociais como o Programa Comunidade Solidária e, posteriormente, o Comunitas. Na sua posição, impôs gradativamente a modernização do assistencialismo no país, mudando a maneira como era vista a ação social pela sociedade.

## Biografia

### Família e primeiros anos
Ruth Vilaça Correia Leite nasceu em Araraquara, no interior do estado de São Paulo. Era filha do contador José Correia Leite e de sua esposa, a professora e farmacêutica Maria Vilaça Correia Leite. Tinha uma irmã gêmea, Raquel, que morreu ainda muito jovem. A casa em que vivia sua família ficava no centro da cidade, hoje é uma agência bancária (um padrão comum nas cidades brasileiras é a expansão do setor terciário privado engolindo trechos ou até totalmente zonas residenciais, inclusive em bairros semi-centrais e outras zonas menos centrais). Ela viveu em sua cidade natal até os dezoito anos, quando se mudou para estudar Ciências Sociais na Universidade de São Paulo (USP).

### Casamento e filhos
Em 1951, Ruth Leite conheceu seu futuro marido, Fernando Henrique Cardoso, então um estudante de Sociologia da Faculdade de Filosofia, Ciências e Letras da USP. Casaram-se em fevereiro de 1953 e tiveram três filhos juntos: Paulo Henrique, nascido em 1954; Luciana, nascida em 1958; e Beatriz, nascida em 1960.

## Vida acadêmica e profissional
Cursou o ensino fundamental no Grupo Escolar Antônio Joaquim de Carvalho, em Araraquara, entre os anos de 1939 e 1941. Posteriormente, estudou no Colégio Des Oiseaux, na capital do Estado.
Na década de 1970, tornou-se pioneira no reconhecimento emergencial de movimentos feministas, étnico-raciais e de orientação sexual classificados por ela como "novos movimentos sociais”.

### Antropóloga
Na área da antropologia, Ruth recebeu alguns títulos acadêmicos por meio da Faculdade de Filosofia, Letras e Ciências Humanas da Universidade de São Paulo (USP). Em 1952, formou-se em bacharelado e licenciatura em Ciências Sociais, continuando em 1959, o mestrado em Sociologia com o tema "o papel das associações juvenis na aculturação dos japoneses". O doutorado em Ciências Sociais concluiu no ano de 1972, com a tese: "Estrutura familiar e mobilidade social: estudo dos japoneses no Estado de São Paulo". Em 1988, obteve pós-doutorado pela Columbia University e New York University, em Nova York, nos Estados Unidos.

### Magistério
Atuou como docente e pesquisadora na USP; no Centro Brasileiro de Análise e Planejamento (Cebrap); na pós-graduação em Antropologia Social do Museu Nacional do Rio de Janeiro; na Faculdade Latino-Americana de Ciências Sociais (FLACSO) e na Universidade do Chile, ambas em Santiago; na Maison des Sciences de l’Homme em Paris; e nas universidades de Berkeley e Columbia, nos Estados Unidos.

## Primeira-dama do Brasil

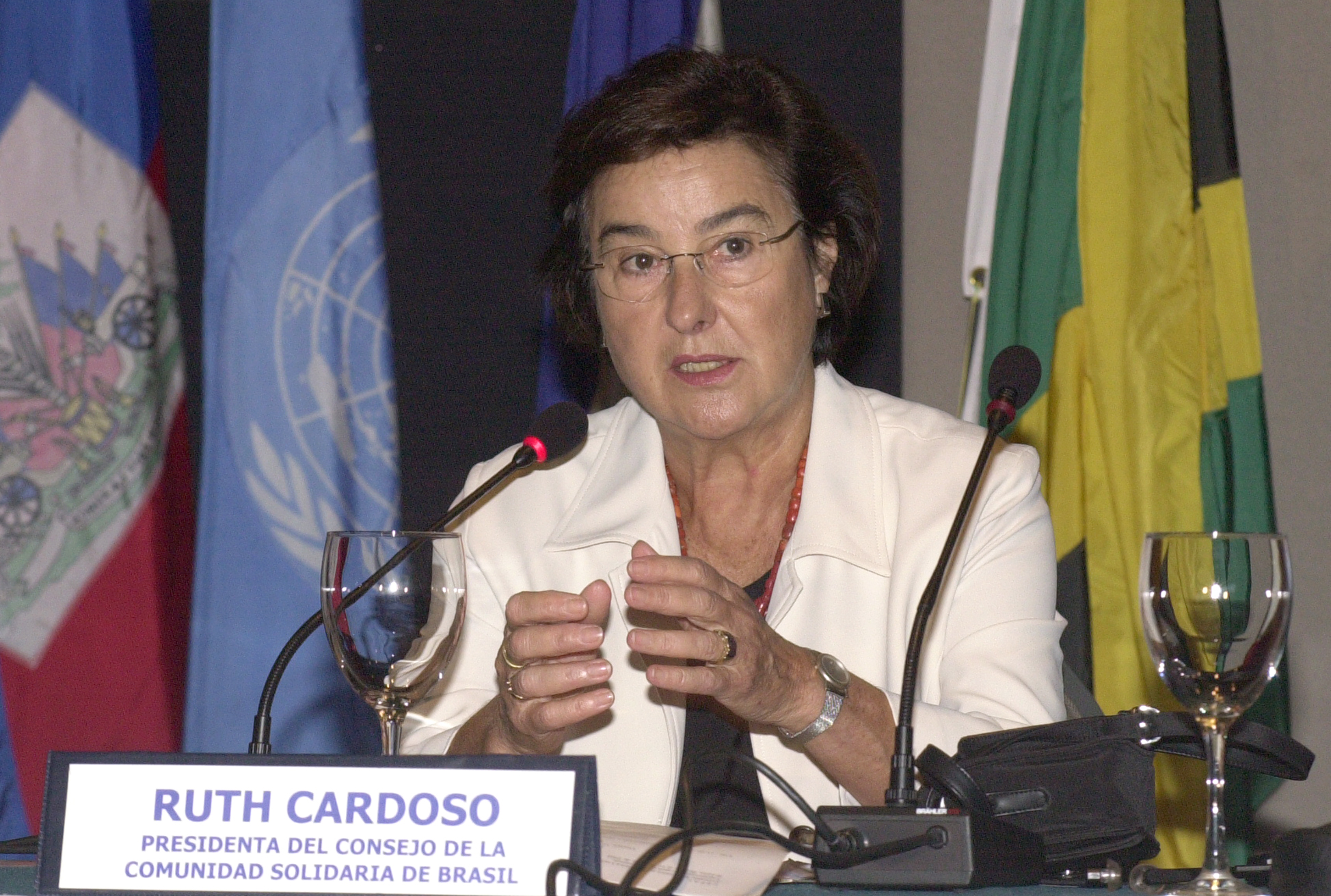
Ruth Cardoso, em evento à época em que presidia o projeto Comunidade Solidária.

Ruth Cardoso tornou-se primeira-dama do Brasil com a posse de Fernando Henrique Cardoso em 1 de janeiro de 1995.
Durante os dois mandatos de seu marido, se manteve influente em seus diálogos intelectual e político e promoveu ações de assistência social voltadas as políticas de combate à pobreza no país. No primeiro dia de governo de FHC, aplicou a extinção da Legião Brasileira de Assistência (LBA), sempre comandado pela primeira-dama do país desde Darcy Vargas.
Exerceu cargos de destaque como o de coordenadora do conselho assessor do Banco Interamericano de Desenvolvimento sobre Mulher e Desenvolvimento. Ruth ressaltava "que, ao contrário dos homens, que seriam competitivos, as mulheres são colaborativas e precisam ser colocadas no centro das políticas de desenvolvimento". Foi membro da junta diretiva da United Nations Foundation da Organização das Nações Unidas (ONU) e da Comissão da Organização Internacional do Trabalho sobre as Dimensões Sociais da Globalização e da Comissão sobre a Globalização.

### Recepção de autoridades estrangeiras
Em julho de 1998, o presidente Fernando Henrique Cardoso e a primeira-dama Ruth Cardoso recepcionaram em Brasília, o presidente da África do Sul Nelson Mandela. Foram convidadas 120 pessoas para sua recepção, que assistiram a shows da Mangueira, escola de samba do Rio de Janeiro, além de capoeira, maculelê e de Boi de Parentins.
A primeira-dama Ruth Cardoso e o presidente Fernando Henrique Cardoso, receberam no Palácio do Planalto, em 2 de maio de 1999, a rainha Margarida II da Dinamarca, o príncipe consorte Henrique e o príncipe herdeiro Frederico, que estiveram em visita oficial ao Brasil durante duas semanas. Após visitar o Congresso Nacional, foi oferecido a ela pelo casal Cardoso um banquete em homenagem à visita da família real dinamarquesa ao Brasil.

### Programa Comunidade Solidária
Trabalhou na criação do Programa Comunidade Solidária, implantado em 1995 pelo governo para o combate da extrema pobreza, que funcionava nos âmbitos governamental e sociedade civil. O programa veio em substituição aos extintos órgãos da Legião Brasileira de Assistência e Conselho Nacional de Segurança Alimentar.
Em 29 de outubro de 2000, Ruth Cardoso viajou até, nos Estados Unidos, para participar de uma cerimônia em Hyde Park, em  Nova York, onde recebeu pelo Comunidade Solidária a medalha Eleanor Roosevelt Val-Kill, dada a personalidades que tenham se destacado em trabalhos sociais.

#### Alfabetização solidária

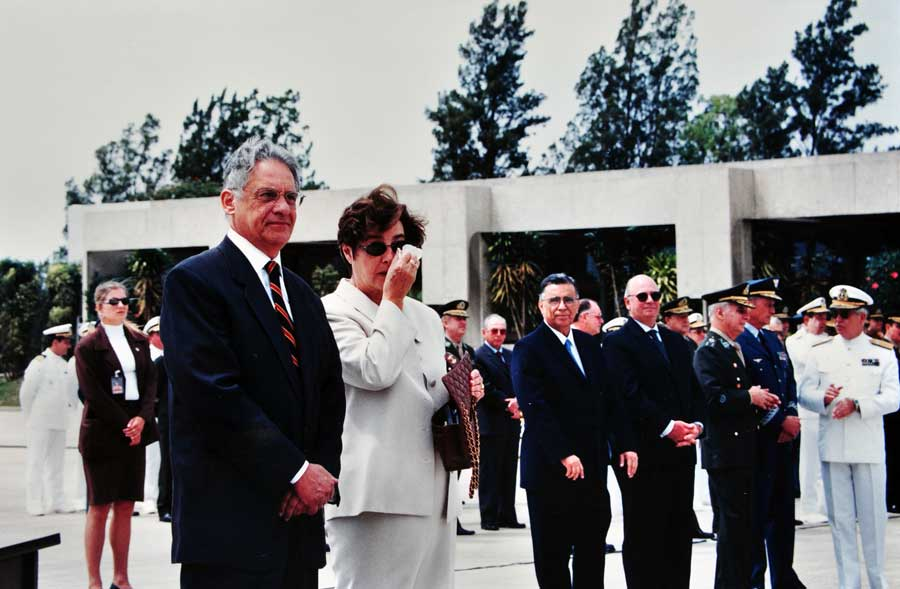
Fernando Henrique Cardoso e Ruth Cardoso durante solenidade do Ministério da Defesa.

Dentro do Comunidade Solidária, outros programas como a Alfabetização Solidária também ganharam destaque. O programa destinado a combater o analfabetismo dos jovens entre 12 e 18 anos. Foi premiado pela Organização das Nações Unidas para a Educação, a Ciência e a Cultura.

#### Universidade Solidária
O objetivo do programa Universidade Solidária, era levar estudantes ao interior do país para desenvolverem ações no campo educacional e civil.

#### Capacitação Solidária
Um dos tentáculos do Comunidade Solidária, o programa Capacitação Solidária teve como meta a inovação na capacitação profissional de jovens que atuavam de uma maneira que não fossem predeterminados os currículos de capacitação, se fazendo aprovar projetos publicamente de organizações não-governamentais.

#### Artesanato Solidário
Outro ponto de partida, foi o Artesanato Solidário com ações desenvolvidas pelo programa do artesanato que visavam a promoção da cidadania e do desenvolvimento local, por meio da capacitação de pessoas e da mobilização das comunidades de artesãos a partir dos seus saberes tradicionais. O Artesanato Solidário tornou-se o Artesol, em vigor nos dias atuais.

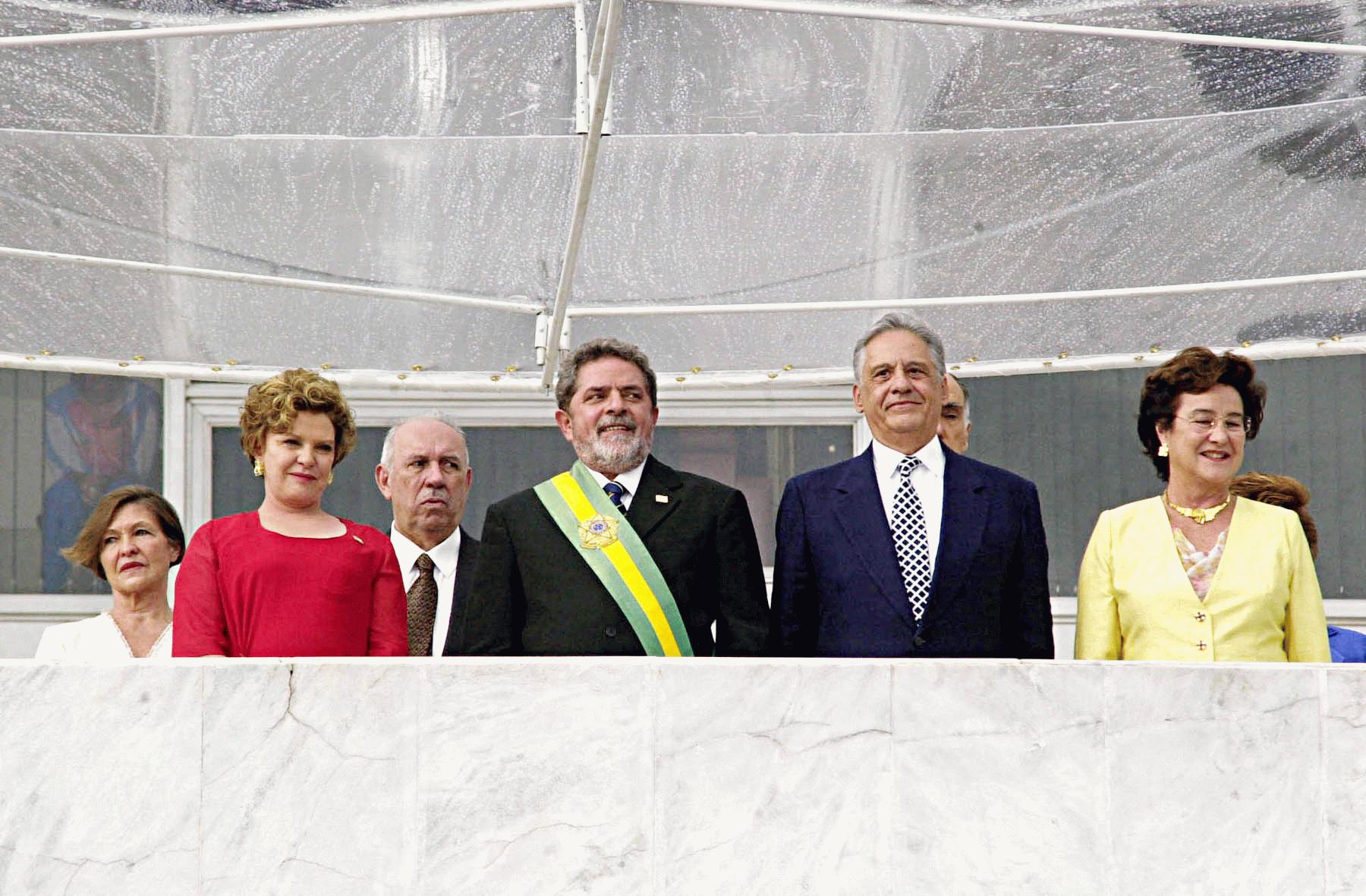
Ruth e FHC no parlatório do Palácio do Planalto, na posse presidencial de 2003 ao lado do presidente Luiz Inácio Lula da Silva e da primeira-dama Marisa Letícia.

Todo artesão tem um saber e quer ser reconhecido. De modo que quando a gente chega e acha bonito alguma coisa que eles fazem, só achar bonito já e uma consideração enorme com eles. É reconhecer aquilo que pra eles é importante.

#### Comunidade Ativa
O Comunidade Ativa foi lançado em 2 de julho de 1999. O programa teve como finalidade a descentralização de ações praticadas pelo governo federal e o estímulo às vocações econômicas locais. 133 municípios foram atendidos logo no início do programa.

### Comunitas
Em 2000, ela criou a organização não governamental Comunitas, com o objetivo de contribuir para o aprimoramento dos investimentos sociais corporativos e estimular a participação da iniciativa privada no desenvolvimento social e econômico do país. Por meio do envolvimento de vários atores, incentiva e promove ações conjuntas com o objetivo comum de promover o desenvolvimento sustentável por meio da parceria de líderes empresariais, engajados nas diversas frentes de atuação da Comunitas.

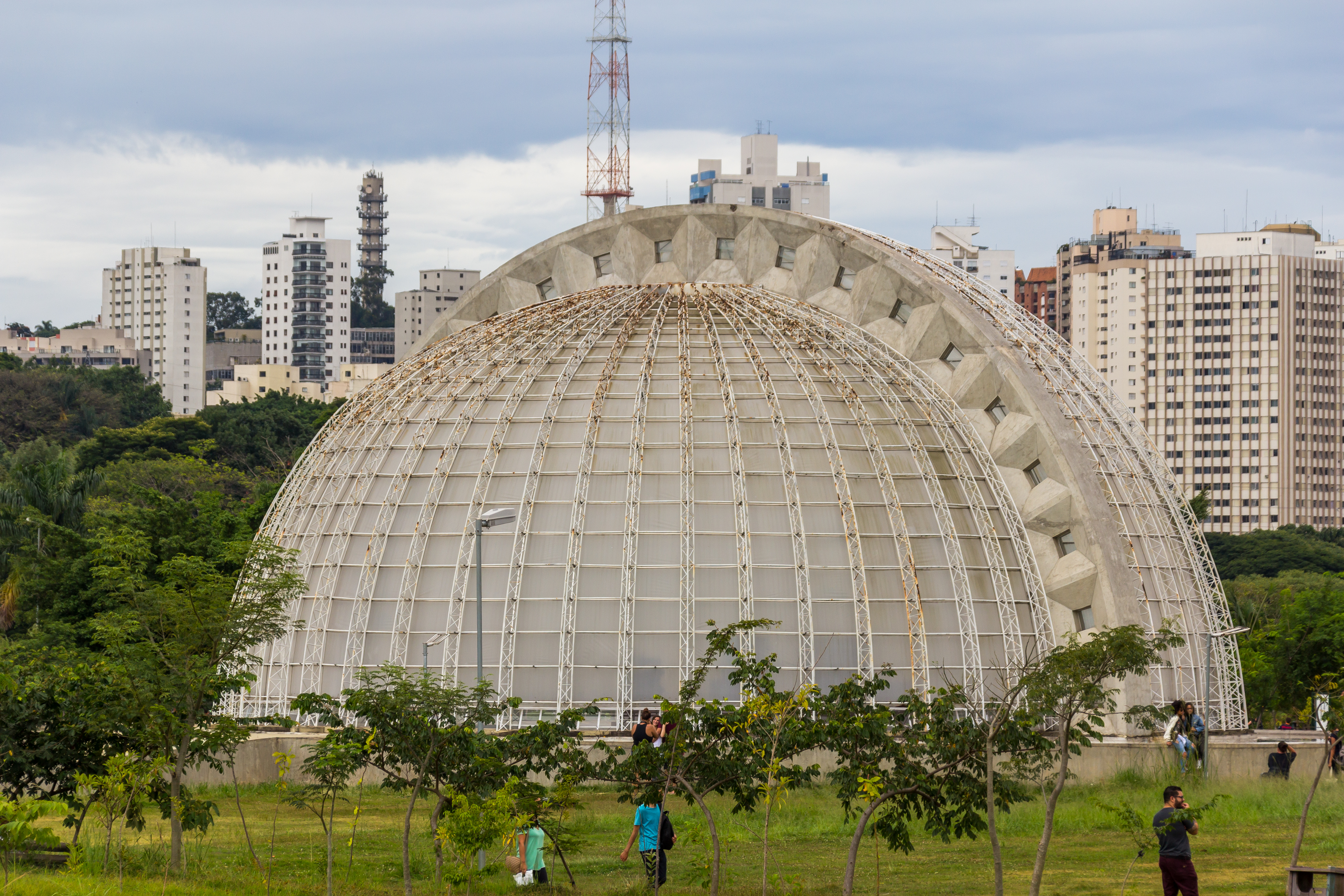
Orquidário Ruth Cardoso, em homenagem a ex-primeira-dama.

### Bolsa Família
Foi precursora de um dos maiores programas sociais da história do país, o Bolsa Família, inclusive por meio do Comunidade solidária. Ajudou na implementação de ações governamentais que tinham foco e envolvimento em diferentes esferas de poder público, contribuindo para evitar a superposição das tarefas e desperdício de recursos. Nesse campo visionário, ela impulsionou, dentro do governo de seu marido, um plano para que os programas assistenciais como o Bolsa Escola e Bolsa Alimentação, criados em benefícios da população, fossem unificados somente em um único auxílio. Após deixar a presidência, o então novo presidente Luiz Inácio Lula da Silva deu continuidade ao projeto tornando possível a unificação dos programas, surgindo o Bolsa Família.

### Posições políticas

#### Descriminalização da maconha
Em 10 de fevereiro de 1996, no Programa Livre do SBT, comandado por Serginho Groisman, Ruth difundiu uma polarização em parte da sociedade no país ao defender a descriminalização da maconha. Ao ser tomada por críticas por uns e, ao mesmo tempo, ter sido apoiada por outros, a primeira-dama reiterou ser a favor somente a descriminalização, e não a legalização da maconha.

#### Legalização do Aborto
A primeira-dama Ruth Cardoso foi a favor da aprovação da lei que regulamentava a realização de abortos legais em hospitais públicos, feita pelo Congresso Nacional, em outubro de 1997. Em meio às críticas de parte da população e de religiosos, ela esclareceu que defendeu aquilo que já estava na legislação do país. Tal fato ocorreu na véspera em que Brasil recebeu a visita oficial do papa João Paulo II. Ela ressaltou que "a relação entre o Congresso Nacional e o papa é zero" e que a chegada do papa "não deve ter nenhuma interferência na votação da lei no Congresso", e assegurou que "esse é um problema da sociedade brasileira".

### Viagens oficiais

#### China
A primeira-dama fez viagem a China em setembro de 1995, para participar da IV Conferência Mundial sobre a Mulher, realizada em Pequim, capital do país. O encontro organizado pelas Nações Unidas entre 4 de setembro e 15 de setembro de 1995. Participaram do evento 189 governos e mais de 5 000 representantes de 2 100 ONGs. Os principais temas tratados foram, Ruth discursou durante dez minutos no plenário do evento, tendo sido a 10ª representante a falar.
Conseguimos desenhar políticas governamentais inovadoras, como o Programa de Assistência Integral à Saúde da Mulher, cujos princípios são os mesmos que inspiraram as diretrizes da Conferência do Cairo, voltado para o atendimento da mulher em todas as fases de seu ciclo vital, com ênfase no respeito aos direitos reprodutivos. A implementação dessa política é, para nós, um desafio, uma prioridade e um compromisso.

#### Estados Unidos
Entre os dias 20 e 22 de abril de 1995, FHC e Ruth Cardoso viajaram até os Estados Unidos para um encontro com o presidente Bill Clinton e a primeira-dama Hillary Clinton. Na capital norte-americana, o casal presidencial brasileiro se hospedou na Blair House — destinado a receber os convidados de Estado em visita ao Presidente dos Estados Unidos —, há poucos quilômetros da sede do governo federal, a Casa Branca.
Ruth acompanhou o presidente Fernando Henrique Cardoso em viagem oficial aos Estados Unidos no dia 5 de junho de 1998, onde foram recebidos pelo presidente Bill Clinton e pela primeira-dama Hillary Clinton na base militar e residência de campo presidencial de Camp David.

#### Reino Unido
O casal presidencial brasileiro viajou em comitiva ao Reino Unido em dezembro de 1997, na qual se encontraram com a rainha Elizabeth II e com membros da Família real britânica no Palácio de Buckingham. A monarca deu de presente à primeira-dama, Ruth Cardoso, um serviço de chá de porcelana e ao presidente FHC duas antigas imagens de Londres, capital do reino, e um livro de imagens do Reino Unido com dois retratos em moldura prateada dela ao lado do marido, Filipe, Duque de Edimburgo. O casal Cardoso retribuiu presenteando-a com duas aquarelas de orquídeas de Dulce Nascimento que se encontravam em extinção no Pará, e ao príncipe Filipe, deu como presente um livro de John Mawe chamado "Viagens no Interior do Brasil".

Em junho de 2001, viajou até o Reino Unido para apresentar aos britânicos o projeto do Programa Comunidade Solidária e também conhecer iniciativas positivas que pudessem ser aplicadas no Brasil. Ruth fez viagem em meio a crise energética no Brasil, embora ela tenho dito que "não percebeu nenhuma visão negativa do país durante sua visita".
Foi uma visita muito boa. Eu estabeleci vários contatos e discuti ideias de intercâmbio, para a vinda de brasileiros para cá fazer estágios e acompanhar de perto as experiências bem-sucedidas.

## Morte
Ruth Cardoso faleceu no dia 24 de junho de 2008, aos setenta e sete anos de idade em sua residência, em decorrência de uma arritmia cardíaca, apenas um dia após ter realizado um cateterismo cardíaco e recebido alta hospitalar. Seu corpo foi velado na Sala São Paulo, no centro da capital paulista, e está enterrada no Cemitério da Consolação, ao lado dos seus pais e de Nayde Cardoso, mãe de Fernando Henrique Cardoso.

## Obras
Ruth Cardoso publicou vários livros e trabalhos sobre imigração (em especial a imigração japonesa no Brasil), movimentos sociais, juventude, meios de comunicação de massa, violência, cidadania e trabalho. Entre suas obras podemos citar:
- O Papel das Associações Juvenis na Aculturação dos Japoneses (1959)
- Estrutura Familiar e Mobilidade Social (1972)
- A Aventura Antropológica: Teoria e Pesquisa (1986)
- A Trajetória dos Movimentos Sociais (1994)
- (co-autoria de Helena Sampaio) Bibliografia sobre a Juventude (1995)
- Mudança Sociocultural e Participação Política nos Anos 80

Também escreveu um livro infantil: Um Passeio Diferente, publicado pela editora Zit.

## Condecorações, Prêmios e Títulos Honoríficos

### Condecorações
| Insígma | País      | Honra | Data                     |
| ------- | --------- | --- | ------------------------ |
|         | Chile     | Grã-Cruz da Ordem ao Mérito, agraciada pelo presidente Eduardo Frei Ruiz-Tagle.                             | 6 de março de 1995.      |
|         | Malásia   | Grã-Cruz da Ordem do Mérito "Justitia Pietas Fides", concedida pelo Primeiro-ministro Mahathir bin Mohamad. | 18 de dezembro de 1995.  |
|         | Suriname  | Grande-Faixa da Ordem de Honra da Palma, agraciada pelo presidente Ronald Venetiaan.                        | 5 de janeiro de 1996.    |
|         | Japão     | Grande-Colar da Ordem da Preciosa Cruz, concedida pelo imperador Akihito do Japão.                          | 25 de março de 1996.     |
|         | França    | Grã-Cruz da Ordem Nacional do Mérito, agraciada pelo presidente Jacques Chirac.                             | 28 de outubro de 1996.   |
|         | Finlândia | Grã-Cruz da Ordem do Mérito "Isanmaan Hyv'aksi", agraciada pelo presidente Martti Ahtisaari.                | 27 de fevereiro de 1997. |
|         | Espanha   | Grã-Cruz da Ordem de Isabel a Católica, premiada pelo rei Juan Carlos da Espanha.                           | 17 de abril de 1998.     |
|         | Brasil    | Grã-Cruz da Ordem do Mérito de Brasília.                                                                    | 21 de abril de 1999.     |
|         | Brasil    | Grã-Cruz da Ordem do Mérito Judiciário Trabalhista.                                                         | 14 de maio de 1999.      |
|         | Dinamarca | Grã-Cruz da Ordem de Dannebrog, agraciada pela rainha Margarida II da Dinamarca.                            | 2 de julho de 1999.      |
|         | Portugal  | Grã-Cruz da Ordem do Infante Dom Henrique, agraciada pelo presidente Jorge Sampaio.                         | 14 de março de 2000.     |

### Prêmios e Títulos Honoríficos
- Prêmio Mulheres mais influentes Forbes Brasil, para a Cultura.
- Medalha Roquette Pinto de Contribuição à Antropologia Brasileira, Associação Brasileira de Antropologia (ABA).
- Medalha oferecida pelo trabalho do Alfabetização Solidária. Concedida pelo Professor Harley Biccas do Brazilian Council of Ophthalmology.
- Prêmio BNP Paribas Brasil de Cidadania, da Fundação BNP Paris Brasil pelo programa Capacitação Solidária.
- Eleita Membro do Honorary Academic Board da Universidade Torcuato di Tella.
- Bussiness Woman of the Year, Câmara Britânica de São Paulo (Britcham).
- Homenageada pela Instituição Beneficente FROIEN FARAIN do Rio de Janeiro pelo trabalho na Comunidade Solidária.
- “Colar do Centenário” pelo Programa Capacitação Solidária, “Entidade que mais contribuiu para atividades relacionadas à cidadania no Brasil e em São Paulo”, Instituto Histórico e Geográfico de São Paulo (IHG/SP).
- “Professora Honoris Causa”, Universidade Cruzeiro do Sul (Unicsul).
- Prêmio Destaque Social, Instituto Brasileiro de Desenvolvimento da Cidadania da Câmara de Comércio Árabe-Brasileira.
- Medalha Henrique Sérgio Gregori, Associação dos Amigos do Museu Histórico Nacional, Rio de Janeiro.
- Medalha "Eleanor Roosevelt – Val-Kill Award", Eleanor Roosevelt Center at Val-Kill, Estados Unidos.
- Diploma de “Honra ao Mérito”, Associação Brasil Soka Gakkai Internacional.
- Medalha "Ceres”, Food and Agriculture Organization of the United Nations (FAO).
- Medalha do Mérito “Educatio et Labor”, Serviço Nacional de Aprendizagem Industrial-(SENAI), Rio de Janeiro.
- “Hóspede de Honra”, Nossa Senhora de La Paz, Bolívia.
- Diploma de Reconhecimento da University of Pittsburgh.
- Diploma do “Amigo da Academia de Bombeiro Militar”, Academia de Bombeiro Militar do Distrito Federal.
- Doutora “Honoris Causa Unidos”, Universidade de Sofia, Japão.
- Diploma da Medalha Comemorativa do Aniversário de Nascimento da Duquesa de Caxias, Associação das Viúvas das Forças Armadas.
- Membro Honorário Vitalício, Fulbright Association.[54]

## Representações na cultura
- Foi interpretada pela atriz Anamaria Barreto no filme Real: O Plano por Trás da História, de 2017.[56]

## Artigos sobre Ruth Cardoso
- «Espaço Aberto Literatura sobre livro de Ruth Cardoso», Globo, News
- Sola, Lourdes, «Ruth das paixões serenas», O Estado de São Paulo, Estadão.
- Maggie, Yvone, «Lembrando da Ruth», O Estado de São Paulo, Estadão.
- Mautner, Anna Veronica, «Elegia às mulheres da Maria Antônia», O Estado de São Paulo, Estadão.
- Malan, Pedro, «Voz do povo, voz de Deus, voz do mundo», O Estado de São Paulo, Estadão.
- Schwarcz, Lília Moritz, «Vida exemplar de uma intelectual», O Estado de São Paulo, Estadão
- Barbosa, Maria Ignez, «Uma mulher de estilo», O Estado de São Paulo, Estadão.
- Torquato, Gaudêncio, «Que dama!», O Estado de São Paulo, Estadão.
- Blay, Eva, «A guerreira da lógica feminina», O Estado de São Paulo, Estadão.
- Martins, José de Sousa, «Ruth, a opção pascal na política», O Estado de São Paulo, Estadão.
- Brandão, Inácio de Loiola, «O meu adeus a Ruth Cardoso», O Estado de São Paulo, Estadão.
- Gregori, José, «A guerreira suave», O Estado de São Paulo, Estadão.
- Kramer, Dora, «Uma mulher incomum», O Estado de São Paulo, Estadão.
- Velho, Gilberto (junho de 2009), «Ruth Cardoso», Google blogger, LAU UFRJ (homenagem).

## Projetos de pesquisa acadêmica
- 1994: “O  papel  das  ONGs  da  região  metropolitana  de  São  Paulo  na  educação  pré-escolar”.    Co-coordenadora,    Centro    Brasileiro    de    Análise    e    Planejamento (CEBRAP), São Paulo.
- 1992-1994: “Juventude   e   modernidade:   os   jovens   dos   anos   90   –   Segunda   parte”. Coordenadora,  Centro  Brasileiro  de  Análise  e  Planejamento  (CEBRAP),  São Paulo.
- 1992-93: “Etnografia   dos   aprendizes:   jovens   e   universitários”.   Coordenadora,   Centro Brasileiro de Análise e Planejamento (CEBRAP), São Paulo.
- 1992: “O aluno trabalhador”. Coordenadora, Centro Brasileiro de Análise e Planejamento (CEBRAP), São Paulo, e Secretaria Estadual de Educação, São Paulo.
- 1991-92: “Juventude   e   modernidade:   os   jovens   dos   anos   90   –   Primeira   parte”. Coordenadora,  Centro  Brasileiro  de  Análise  e  Planejamento  (CEBRAP),  São Paulo.
- 1990-92: “Os   jovens   dos   anos   80:   caminhos   e   descaminhos   em   busca   do   futuro”. Coordenadora,  Centro  Brasileiro  de  Análise  e  Planejamento  (CEBRAP),  São Paulo.
- 1990: “Estudos especiais sobre a década de 80. Subprojeto: proposta de elaboração do livro  Solidariedade  e  Institucionalização:  os  movimentos  sociais  e  as  agências públicas.  Coordenadora,  Centro  Brasileiro  de  Análise  e  Planejamento  (CEBRAP), São Paulo.
- 1989: “Políticas   sociais:   a   relação   entre   as   agências   públicas   e   seus   usuários”. Coordenadora,  Centro  Brasileiro  de  Análise  e  Planejamento  (CEBRAP),  São Paulo.
- 1988-89: “Movimentos  sociais:  a  busca  de  novos  horizontes  interpretativos  -  2ª Fase”. Coordenadora,  Centro  Brasileiro  de  Análise  e  Planejamento  (CEBRAP),  São Paulo. “Políticas  de  promoção  da  participação  popular:  implantação  dos  Conselhos  de Comunidade  nos  Centros  de  Saúde”.  Coordenadora,  Centro  Brasileiro  de  Análise e Planejamento (CEBRAP), São Paulo, e Instituto de Saúde, Universidade de São Paulo.
- 1987: “Movimentos  sociais:  a  busca  de  novos  horizontes  interpretativos  -  1a.  Fase”. Coordenadora,  Centro  Brasileiro  de  Análise  e  Planejamento  (CEBRAP),  São Paulo. “Custos   sociais   e   econômicos   das   políticas   alimentares:   mudanças   nos comportamentos  econômicos  e  familiares  das  mulheres  da  Grande  São  Paulo”. Cocoordenadora,  Centro  Brasileiro  de  Análise  e  Planejamento  (CEBRAP),  São Paulo, e Institut Français  de la Recherche Scientifique pour  le  Développement  en Coopération (ORSTOM), Paris, França.
- 1986-87: “Descentralização administrativa e política local de Saúde”. Coordenadora, Centro Brasileiro  de  Análise  e  Planejamento  (CEBRAP),  São Paulo,  e  Financiadora  de Estudos e Projetos (FINEP), São Paulo. 1985-86 “Descentralização administrativa e  política local”. Coordenadora, Centro  Brasileiro de    Análise    e    Planejamento    (CEBRAP),    São    Paulo,    e    Fundação    do Desenvolvimento Administrativo (FUNDAP), São Paulo.
- 1985: “Cotidianidade, economia informal e consumo familiar: as mulheres como agentes de   mudança”.   Coordenadora,   Centro   de   Estudos   sobre Ação   Comunitária (CEDAC), São Paulo.
- 1983-84: “Violência urbana”. Coordenadora, Universidade de São Paulo. “Levantamento  sócio-econômico  da  população  favelada  do  município  de  Osasco, São Paulo”. Coordenadora, Universidade de São Paulo e Centro de Estudos sobre Ação Comunitária (CEDAC), São Paulo.
- 1981-83: “A  periferia  de  São  Paulo  e  o  contexto  da  ação  política”.  Co-coordenadora,  com Eunice  Durham,  e  pesquisadora,  Centro  Brasileiro  de  Análise  e  Planejamento (CEBRAP), São Paulo, e Universidade de São Paulo.
- 1981: “As  periferias  urbanas  na  representação  de  seus  moradores.  Estudo  em  quatro cidades  paulistas”.  Co-coordenadora  com  Eunice  Durham,  Centro  Brasileiro  de Análise  e  Planejamento  (CEBRAP),  São  Paulo,  e  Universidade  de  São  Paulo. Parte   do   projeto   “Modalidades   de   urbanização   no   Estado   de   são   Paulo”, coordenado por Vilmar Faria.
- 1973-74: “Integração  e  desintegração  de  populações  marginais”.  Coordenadora  com  Lúcio Kowarick,  Centro  Brasileiro  de  Análise  e  Planejamento  (CEBRAP),  São  Paulo,  e Fundação Ford, Rio de Janeiro.
- 1962-72: “A aculturação dos japoneses em São Paulo”. Pesquisa de doutoramento;
- 1958-59: “O  papel  das  associações  juvenis  na  aculturação  dos  japoneses”.  Trabalho  de especialização, Faculdade de Filosofia, Ciências e Letras da Universidade de São Paulo.
- 1954: “Formas  de  trabalho  no  município  de  São  Paulo”.  Pesquisadora,  Serviço  de Pesquisas   sobre   Mercado   de   Trabalho,   Secretaria   do Trabalho,   Indústria   e Comércio do Estado de São Paulo.
- 1952: “A posição do negro na indústria  paulista”. Pesquisadora.  Projeto coordenado  por Lucila Herrmann, Universidade de São Paulo.[14]